# Jean-Baptiste Peyras-Loustalet
Pour les articles homonymes, voir Peyras.
Pour le club français de rugby à XIII, voir Loustalet-Bias XIII.
Pas d'image ? Cliquez ici

a Compétitions nationales et continentales officielles uniquement.

b Matchs officiels uniquement.
Dernière mise à jour le 01 mars 2018.
Jean-Baptiste Peyras-Loustalet, né le 5 janvier 1984 à Pau (Pyrénées-Atlantiques), est un joueur français de rugby à XV jouant aux postes d'arrière ou d'ailier.

## Biographie

### Jeunesse et formation
Jean-Baptiste Peyras-Loustalet naît le 5 janvier 1984 à Pau, en Béarn et grandit à Boeil-Bezing, une commune de la plaine de Nay, tout comme un autre sportif local, le tennisman Jérémy Chardy.
Son père, Jean-Bernard Peyras-Loustalet, a été joueur au poste de centre dans les années 1970 à l'US Coarraze Nay avant d’en devenir l'entraîneur.
Jean-Baptiste Peyras-Loustalet commence la pratique du rugby à XV à l'âge de sept ans avec l’US Coarraze Nay. En 2002, Peyras-Loustalet rejoint le centre de formation de la Section paloise.
En parallèle, il évolue avec la sélection cadets du comité du Béarn, et fait partie d’une génération prometteuse aux côtés de Lionel Beauxis, Fabien Cibray, Marc Baget, Hamza Zouhaïr et Benjamin Thiéry. Ensemble, ils remportent le championnat de France Taddei sous la houlette de Christophe Hamacek.
En 2002, il intègre la première promotion du pôle France de Marcoussis. Parrainé par Fabien Galthié, il est lauréat des Étoiles du sport la même année.

### Carrière en club
Jean-Baptiste Peyras-Loustalet intègre le groupe professionnel de la Section paloise lors de la saison 2002-2003. Il partage alors son temps entre la Cité du Vert-Galant et le Centre national du rugby de Marcoussis. Issu d’une génération béarnaise particulièrement prometteuse, il évolue aux côtés de Lionel Beauxis, Fabien Cibray et Benjamin Thiéry, recrutés pour renforcer l’équipe, où de jeunes talents comme Damien Traille, également originaire de Nay, et Imanol Harinordoquy font déjà leurs débuts en équipe de France.
Sous la houlette de Jean-Louis Luneau et Jean-Philippe Coyola, il découvre le plus haut niveau du rugby français et contribue à la qualification de la Section paloise pour les play-offs. Dès ses premières apparitions sous le maillot sectionniste, il se distingue par sa vitesse et sa polyvalence, évoluant aussi bien à l’aile qu’à l’arrière avec une grande élégance.
À la fin de la saison, il est sélectionné pour la Coupe du monde FIRA 2002 à Johannesburg, en Afrique du Sud, aux côtés de son coéquipier Benjamin Thiéry. Il est alors considéré comme l’une des grandes promesses du rugby mondial.
Lors de la saison 2003-2004, il est perçu comme un jeune talent capable d’apporter un plus à l’équipe première. En octobre 2003, il dispute la Coupe du monde des moins de 19 ans en Australie, où il inscrit quatre essais en quatre matchs. La France termine troisième, et il est élu meilleur joueur de l’année par les managers internationaux à Sydney.
Fort de cette reconnaissance, l’entraîneur Frédéric Torossian lui confie le poste de titulaire à l’arrière en remplacement de Jean-Marc Souverbie,. Cependant, les résultats ne sont pas au rendez-vous et il subit une grave blessure au coude. Il est remplaçant lors de la finale du Challenge européen perdue contre les Sale Sharks.
Jean-Baptiste Peyras-Loustalet quitte alors le Béarn pour rejoindre le Castres olympique, où il évolue jusqu’en 2007 et découvre la Heineken Cup. 
Il signe ensuite à l'Aviron Bayonnais, club qu’il représente jusqu’en 2011, avant de poursuivre sa carrière au Montpellier Hérault Rugby lors de la saison 2011-2012. La saison suivante, il est prêté à l'AS Béziers. En 2013, il rejoint l’Union Bordeaux Bègles, avant d’être de nouveau prêté à Béziers. Il s’engage finalement définitivement avec le club biterrois, où il évolue jusqu’en 2018.

### Carrière en équipe nationale
Il a honoré sa première cape internationale en équipe de France le 5 juillet 2008 contre l'équipe d'Australie, alors que les internationaux du Stade toulousain, de l'ASM Clermont Auvergne, de l'USA Perpignan et du Stade français disputaient les demi-finales du Top 14 2007-08 dans leurs clubs respectifs.

### Avec les Barbarians
En juin 2009, il participe à la tournée des Barbarians français en Argentine pour affronter le Rosario Invitación XV puis les Pumas,. Les Baa-Baas l'emportent 54 à 30 contre Rosario puis s'inclinent 32 à 18 contre l'Argentine à Buenos Aires.
En novembre 2009, il est invité avec les Baa-Baas français pour jouer un match contre un XV de l'Europe FIRA-AER au Stade Roi Baudouin à Bruxelles. Ce match est organisé à l'occasion du 75e anniversaire de la FIRA – Association européenne de rugby. Les Baa-Baas l'emportent 26 à 39.

## Statistiques en équipe nationale

### En équipe nationale
- 1 sélection en équipe de France depuis 2008
- Sélections par année : 1 en 2008
- Équipe de France -21 ans : participation au championnat du monde 2004 en Écosse et au championnat du monde 2005 en Argentine (5 sélections, 3 essais)
- Équipe de France -19 ans : participation au championnat du monde 2003 en France (4 sélections, 4 essais) et une troisième place finalement.

### Personnel
- IRB award 2003 des -19 ans (seul français primé cette année-là)[23]